# Carpotroche brasiliensis
Carpotroche brasiliensis, nombre común: “achiotillo crespo – tablón"  (García Barriga, E. 1992)  "sapucaínha”  (Pérez Arbeláez, E. 1996)

## Descripción
Es un árbol originario del Brasil de hojas simples, alternas, helicoidales y con estipula libre.
Presenta frutos grandes en cápsula dehiscente y contiene numerosas semillas en desorden dentro de la pulpa.  (Pérez Arbeláez, E. 1996)

## Usos
El fruto es consumido por el hombre y por animales silvestres (Pérez Arbeláez, E. 1996)
De las semillas se extrae el aceite de sapucaínha, sustituto del aceite de Chaulmugra, utilizado para el tratamiento de la lepra. (García Barriga, E. 1992) (Pérez Arbeláez, E. 1996)

## Taxonomía
Carpotroche brasiliensis fue descrita por (Raddi) A.Gray y publicado en United States Exploring Expedition...Atlas. Botany. Phanerogamia 1: 72. 1854.
Sinonimia
- Carpotroche brasiliensis (Raddi) Endl.
- Mayna brasiliensis Raddi[2]